# Albatros L.58
Dimensions
L'Albatros L 58 est un avion de transport commercial allemand de l'entre-deux-guerres.
Ce monomoteur de transport commercial, monoplan à aile haute cantilever et train classique fixe, avait un poste de pilotage ouvert installé en avant du bord d’attaque, les passagers prenant place dans une cabine fermée. Le premier vol eut lieu en 1923 et 7 exemplaires furent construits [D-244/245/246/287/292/297/576] avec deux motorisations.

## Les versions
- Albatros L.58 : 1 Maybach Mb IVa (en) de 240 ch, aménagement pour 5 passagers et 1 pilote.
- Albatros L.58a : 1 Rolls-Royce Eagle VIII, aménagement pour 6 passagers et 1 pilote.

## En service
Cet appareil fut utilisé par Deutsche Luftreederei et Deutsche Aero-Lloyd, compagnies qui fusionnèrent dans Deutsche Lufthansa en 1926. DLH semble avoir utilisé seulement deux de ces appareils, le dernier étant accidenté à Essen en juin 1928. 2 autres furent vendus à l’URSS. 